# Paraclimbing-Weltcup 2024
Der Paraclimbing-Weltcup 2024 (offiziell IFSC Paraclimbing World Cup Series 2024) ist die zwölfte Saison des Paraclimbing-Weltcups.

## Ablauf
Die Lead-Wettkämpfe finden in je zehn verschiedenen Kategorien für Männer und Frauen statt. Es gibt drei Austragungsorte, wobei die beiden ersten Events direkt nach beziehungsweise vor der örtlichen Austragung des Kletterweltcups 2024 stattfinden.
- 7. – 8. Mai in  Salt Lake City
- 24. – 25. Juni in  Innsbruck
- 27. – 28. September in  Arco

Ende August findet die Europameisterschaft 2024 in Villars statt.

## Ergebnisse
Wenn ein Wettbewerb in einer Kategorie nicht stattfindet, beispielsweise wegen zu geringer Teilnehmerzahl, werden die Athletinnen und Athleten einer anderen Kategorie zugewiesen (Merging). Seit 2023 wird in der Kategorie AU1 kein Wettbewerb mehr abgehalten.

### Frauen
| B10 | Wettkampf      | 1. Platz        | 2. Platz        | 3. Platz        |
| --- | -------------- | --------------- | --------------- | --------------- |
| B10 | Salt Lake City | in Kategorie B3 | in Kategorie B3 | in Kategorie B3 |
| B10 | Innsbruck      | Nadia Bredice   | Emeline Lakrout | Laila Grillo    |
| B10 | Arco           | Nadia Bredice   | Emeline Lakrout | Laila Grillo    |

| B20 | Wettkampf      | 1. Platz        | 2. Platz          | 3. Platz          |
| --- | -------------- | --------------- | ----------------- | ----------------- |
| B20 | Salt Lake City | in Kategorie B3 | in Kategorie B3   | in Kategorie B3   |
| B20 | Innsbruck      | Linda Le Bon    | Seneida Biendarra | Ivon Lawerenz     |
| B20 | Arco           | Linda Le Bon    | Ivon Lawerenz     | Edith Scheinecker |

| B30 | Wettkampf      | 1. Platz      | 2. Platz           | 3. Platz      |
| --- | -------------- | ------------- | ------------------ | ------------- |
| B30 | Salt Lake City | Phoebe Barkan | Seneida Biendarra  | Ivon Lawerenz |
| B30 | Innsbruck      | Linn Poston   | Elsa Boutel Menard | Ionela Dragan |
| B30 | Arco           | keine Starter | keine Starter      | keine Starter |

| AL1 | Wettkampf      | 1. Platz         | 2. Platz         | 3. Platz         |
| --- | -------------- | ---------------- | ---------------- | ---------------- |
| AL1 | Salt Lake City | in Kategorie RP1 | in Kategorie RP1 | in Kategorie RP1 |
| AL1 | Innsbruck      | in Kategorie RP1 | in Kategorie RP1 | in Kategorie RP1 |
| AL1 | Arco           | in Kategorie RP1 | in Kategorie RP1 | in Kategorie RP1 |

| AL2 | Wettkampf      | 1. Platz      | 2. Platz       | 3. Platz      |
| --- | -------------- | ------------- | -------------- | ------------- |
| AL2 | Salt Lake City | Lucie Jarrige | Sarah Larcombe | Morgan Loomis |
| AL2 | Innsbruck      | Lucie Jarrige | Morgan Loomis  | Tânia Chaves  |
| AL2 | Arco           | Lucie Jarrige | Sarah Larcombe | Cail Soria    |

| AU2 | Wettkampf      | 1. Platz        | 2. Platz        | 3. Platz        |
| --- | -------------- | --------------- | --------------- | --------------- |
| AU2 | Salt Lake City | Solenne Piret   | Lucia Capovilla | Eleanor Rubin   |
| AU2 | Innsbruck      | Solenne Piret   | Lucia Capovilla | Eleanor Rubin   |
| AU2 | Arco           | Lucia Capovilla | Eleanor Rubin   | Carolin Heberle |

| AU3 | Wettkampf      | 1. Platz          | 2. Platz                  | 3. Platz         |
| --- | -------------- | ----------------- | ------------------------- | ---------------- |
| AU3 | Salt Lake City | in Kategorie RP3  | in Kategorie RP3          | in Kategorie RP3 |
| AU3 | Innsbruck      | Rosalie Schaupert | Manca Smrekar             | Ria Grindel      |
| AU3 | Arco           | Rosalie Schaupert | Paula De La Calle Pizarro | Manca Smrekar    |

| RP1 | Wettkampf      | 1. Platz            | 2. Platz             | 3. Platz         |
| --- | -------------- | ------------------- | -------------------- | ---------------- |
| RP1 | Salt Lake City | in Kategorie RP2    | in Kategorie RP2     | in Kategorie RP2 |
| RP1 | Innsbruck      | Pavitra Vandenhoven | Marta Peche Salinero | Eva Mol          |
| RP1 | Arco           | Melissa Ruiz        | Sarah Longhi         | Eva Mol          |

| RP2 | Wettkampf      | 1. Platz      | 2. Platz     | 3. Platz           |
| --- | -------------- | ------------- | ------------ | ------------------ |
| RP2 | Salt Lake City | Jasmin Plank  | Dina Eivik   | Emily Seelenfreund |
| RP2 | Innsbruck      | Chiara Cavina | Jasmin Plank | Dina Eivik         |
| RP2 | Arco           | Dina Eivik    | Jasmin Plank | Chiara Cavina      |

| RP3 | Wettkampf      | 1. Platz                | 2. Platz       | 3. Platz      |
| --- | -------------- | ----------------------- | -------------- | ------------- |
| RP3 | Salt Lake City | Nat Vorel               | Marina Dias    | Manca Smrekar |
| RP3 | Innsbruck      | Nat Vorel               | Anita Aggarwal | Elisa Martin  |
| RP3 | Arco           | Christiane Luttikhuizen | Anita Aggarwal | Laura Heaton  |

### Männer
| B10 | Wettkampf      | 1. Platz        | 2. Platz                        | 3. Platz        |
| --- | -------------- | --------------- | ------------------------------- | --------------- |
| B10 | Salt Lake City | Sho Aita        | Francisco Javier Aguilar Amoedo | Razvan Nedu     |
| B10 | Innsbruck      | Sho Aita        | Francisco Javier Aguilar Amoedo | Roland Paillex  |
| B10 | Arco           | in Kategorie B2 | in Kategorie B2                 | in Kategorie B2 |

| B20 | Wettkampf      | 1. Platz        | 2. Platz                        | 3. Platz                 |
| --- | -------------- | --------------- | ------------------------------- | ------------------------ |
| B20 | Salt Lake City | in Kategorie B3 | in Kategorie B3                 | in Kategorie B3          |
| B20 | Innsbruck      | Razvan Nedu     | Fumiya Hamanoue                 | Guillermo Pelegrín Gómez |
| B20 | Arco           | Razvan Nedu     | Francisco Javier Aguilar Amoedo | Fumiya Hamanoue          |

| B30 | Wettkampf      | 1. Platz             | 2. Platz                 | 3. Platz                    |
| --- | -------------- | -------------------- | ------------------------ | --------------------------- |
| B30 | Salt Lake City | Fumiya Hamanoue      | Guillermo Pelegrín Gómez | Andrew Martinez             |
| B30 | Innsbruck      | Cosmin Florin Candoi | Kazuhiro Minowada        | Daniel-Bebe-Vasilică Andrei |
| B30 | Arco           | Cosmin Florin Candoi | Lux Losey Sail           | Kazuhiro Minowada           |

| AL1 | Wettkampf                                                                                       | 1. Platz           | 2. Platz           | 3. Platz           |
| --- | ----------------------------------------------------------------------------------------------- | ------------------ | ------------------ | ------------------ |
| AL1 | Salt Lake City                                                                                  | Angelino Zeller    | Tanner Cislaw      | Markus Pösendorfer |
| AL1 | Innsbruck                                                                                       | Angelino Zeller    | Markus Pösendorfer | Tanner Cislaw      |
| AL1 | Arco                                                                                            | Markus Pösendorfer | Naohisa Hatakeyama | –*                 |
|     | * Angelino Zeller erreichte den höchsten Griff, wurde jedoch nach dem Wettkampf disqualifiziert |                    |                    |                    |

| AL2 | Wettkampf      | 1. Platz        | 2. Platz            | 3. Platz              |
| --- | -------------- | --------------- | ------------------- | --------------------- |
| AL2 | Salt Lake City | David Kammerer  | Ethan Zilz          | Shuhei Yuki           |
| AL2 | Innsbruck      | Ethan Zilz      | Iván Germán Pascual | Frederik Leys         |
| AL2 | Arco           | Thierry Delarue | Iván Germán Pascual | Albert Guardia Ferrer |

| AU2 | Wettkampf      | 1. Platz       | 2. Platz       | 3. Platz         |
| --- | -------------- | -------------- | -------------- | ---------------- |
| AU2 | Salt Lake City | Kevin Bartke   | Brian Zerzuela | Trevor Smith     |
| AU2 | Innsbruck      | Kevin Bartke   | Brian Zerzuela | Isak Ripman      |
| AU2 | Arco           | Brian Zerzuela | Kevin Bartke   | Sebastian Musson |

| AU3 | Wettkampf      | 1. Platz          | 2. Platz            | 3. Platz            |
| --- | -------------- | ----------------- | ------------------- | ------------------- |
| AU3 | Salt Lake City | Dominic Geisseler | Liviu-Nicolae Matei | Shamus Boulianne    |
| AU3 | Innsbruck      | Dominic Geisseler | Mor Michael Sapir   | Liviu-Nicolae Matei |
| AU3 | Arco           | Dominic Geisseler | Liviu-Nicolae Matei | Mor Michael Sapir   |

| RP1 | Wettkampf      | 1. Platz         | 2. Platz      | 3. Platz         |
| --- | -------------- | ---------------- | ------------- | ---------------- |
| RP1 | Salt Lake City | Korbinian Franck | Aloïs Pottier | Glen Todd        |
| RP1 | Innsbruck      | Kim Rishaug      | Aloïs Pottier | Korbinian Franck |
| RP1 | Arco           | Korbinian Franck | Aloïs Pottier | Kim Rishaug      |

| RP2 | Wettkampf      | 1. Platz           | 2. Platz          | 3. Platz       |
| --- | -------------- | ------------------ | ----------------- | -------------- |
| RP2 | Salt Lake City | Iván Muñoz Escolar | Benjamin Mayforth | Philipp Hrozek |
| RP2 | Innsbruck      | Manikandan Kumar   | Benjamin Mayforth | Brayden Butler |
| RP2 | Arco           | Manikandan Kumar   | Benjamin Mayforth | Xavier Rithner |

| RP3 | Wettkampf      | 1. Platz       | 2. Platz          | 3. Platz                 |
| --- | -------------- | -------------- | ----------------- | ------------------------ |
| RP3 | Salt Lake City | Tadashi Takano | Luke Smith        | Igor Jean Silva Mesquita |
| RP3 | Innsbruck      | Tadashi Takano | Jamie Barendrecht | Camille Caulier          |
| RP3 | Arco           | Tadashi Takano | Camille Caulier   | Jamie Barendrecht        |